# 五位
仏教における五位（ごい）とは、説一切有部によって唱えられた一切法（あらゆる事象）を5種類に分類してまとめた説のことをいう。五法（ごほう）、あるいは五品（ごほん）などともいう。
仏教では一切法を互いに全く異質な範疇の有為法と無為法に二分して扱うが、五位においては次の1～4が有為法で、5が無為法である。
有為法とは生滅変化する現象界の要素、因縁変化を成立させる法、原因・条件によって生滅する事物である。
1. 色法（しきほう、梵語（梵字ラテン翻字）：rūpa ルーパ[6]）
物質的なもの（法）[5]。
2. 心法（しんぼう、しんぽう、梵羅：citta チッタ[6]）
精神的なもの（法）。心の働きのあるもの（法）[7]。心的作用の主体[8]。
3. 心所法（しんじょほう、梵羅：caitasika チャイタシカ、もしくはcaitta チャイッタ[6]）
心所有法（しんじょうほう）とも[5]。心作用[9]。心のはたらき[5]。心所法に付随するさまざまな心理作用[8]。心（法）と心所（法）のいくつかとが互いに必ず倶生（ともに生起[10]）する[11]。心相応行法（しんそうおうぎょうほう、梵羅：citta-samprayukta-dharma チッタ・サンプラユクタ・ダルマ、心に相伴う行）に、五蘊のうちの受と想を加えたもの[9]。
4. 心不相応行法（しんふそうおうぎょうほう、梵羅：citta-viprayukta-saṃskāra チッタ・ヴィプラユクタ・サンスカーラ[6]）
心に伴わないもの[5]。物質（色）でも精神（心）でもない存在[8]。物と心の間の関係や力を意味する[9]。
5. 無為法（むいほう、梵羅：asaṃṣkṛta アサンスクリタ[6]）
因縁によって作り出されたものではない存在[4]。生滅変化を超えた常住絶対なもの[5]。非現象[12]。通仏教的には、無為法は滅しないものと考えられている[13]。

五位のそれぞれに含まれる法の数は宗派によって異なる。

## 関係図
五蘊・十八界・五位の関係（説一切有部によるもの）

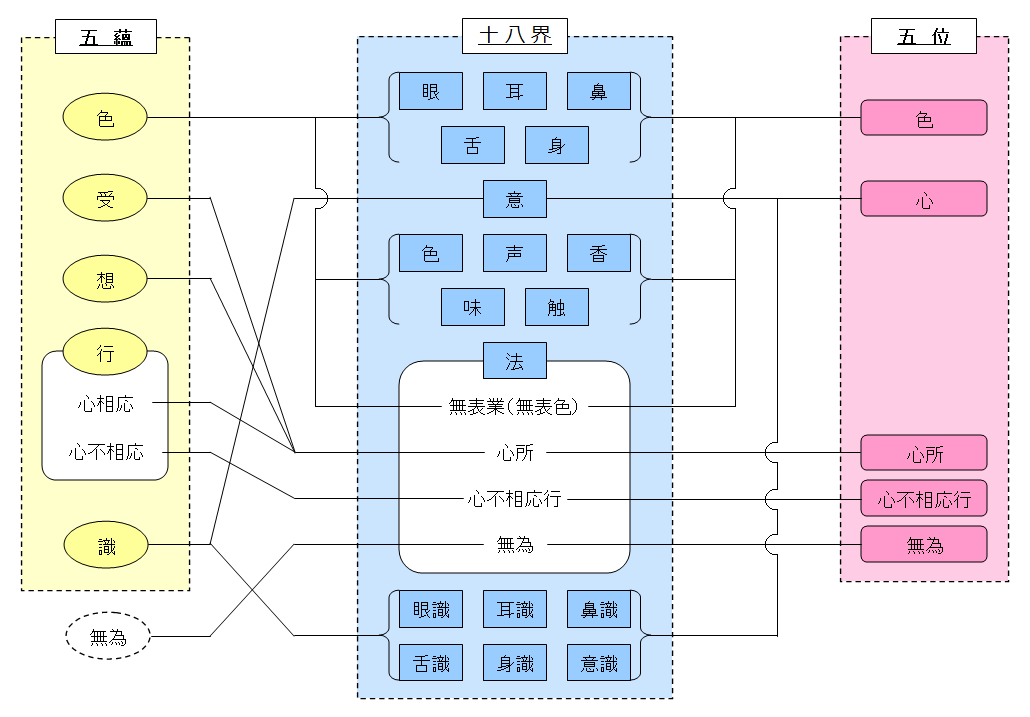
五蘊・十八界・五位の関係

## 説一切有部
五蘊 （五蘊説）・十二処・十八界という部類分けは、いずれも阿含以来のものであるが、部派仏教の時代になると、数多くの論師たちが自派の学説の正当性を主張して論争をたたかわし、学問的分析解明に力がそそがれた。この時期に説一切有部の「五位」の範疇（五位説）が加わって、法の体系は一段と整備される。これは蘊・処・界の部類分けの中で、行蘊や法処・法界の部分をいっそうこまかに考察した結果である。説一切有部の論が記された『倶舎論』では、色法11・心法1・心所法46・心不相応行法14・無為法3の75種（五位七十五法）と成す。
説一切有部は、すべての現象的存在はこの75種の法によって構成されていると主張する、つまり75種の法にのみ実在性を認め、それ以外には実在性を認めない。

### (1)有為法
（ういほう、梵: saṃskṛta dharma、サンスクリタ・ダルマ）(72)

#### (1-1)色法
（しきほう、梵: rūpa dharma、ルーパ・ダルマ）(11)
- 眼（げん、梵: cakṣus、チャクシュス） - 見る機能[5]
- 耳（に、梵: śrotra、シュロートラ） - 聞く機能[5]
- 鼻（び、梵: ghrāṇa、グラーナ） - 嗅ぐ機能[5]
- 舌（ぜつ、梵: jihvā、ジフヴァー） - 味わう機能[5]
- 身（しん、梵: kāya、カーヤ） - 触れる機能[5]（以上を五根という（三科を参照））[6][17]
- 色（しき、梵: rūpa、ルーパ） - 視覚の対象[5]
- 声（しょう、梵: śabda、シャブダ） - 聴覚の対象 [5]
- 香（こう、梵: gandha、ガンダ） - 嗅覚の対象[5]
- 味（み、梵: rasa、ラサ） - 味覚の対象[5]
- 触（そく、梵: sparśa、スパルシャ） - 触覚の対象[5] （以上を五境という（同上））[6][18]
- 無表色（むひょうしき、梵: avijñapti-rūpa、アヴィジュニャプティ・ルーパ）もしくは無表業（むひょうごう、梵: avijñapti-karman、アヴィジュニャプティ・カルマン）[19] - 行為者の内面に潜み他から認知されないような行為[20]。受戒によって体内に止まり、悪をなさしめない力 [21]。説一切有部の伝統的解釈によれば「悪もしくは善の行為を妨げる習性」で、具体的には律儀、不律儀、非律儀不律儀の三種であり、いわゆる「戒体」と同じものである[22][注 1]。物質的存在でありながら五感覚器官のいずれの対象ともならない[14]。色蘊に属しながらしかも法処（法界）に含められる特別な法[20]。

#### (1-2)心法
（しんぼう、梵: citta dharma、チッタ・ダルマ）(1)
- 心 (識・意)（しん、梵: citta、チッタ）

#### (1-3)心所法
（しんじょほう、梵: caitasika dharma、チャイタシカ・ダルマ）(46)

#### (1-3-1)大地法
（だいじほう、梵: mahābhūmika、マハーブーミカ） 。
もしくは遍大地法（へんだいじほう））(10)
- 最も普遍的な心作用。いつも心とともにはたらく心作用。心が生起すれば必ずともに生起する（倶生する）心作用。
- 受（じゅ、梵: vedanā、ヴェーダナー） - 苦・楽・不苦不楽の感受[25]（五蘊の「受」に相当）[25]。
- 想（そう、梵: saṃjñā、サンジュニャー） - 対象を心にとらえる表象作用[25]（五蘊の「想」に相当）[25]。
- 思（し、梵: cetanā、チェータナー） - 心がある方向に動機づけられること[25]（五蘊の「行」に相当）[25]。意志の発動[25]、心を起動させる作用[5]。
- 欲（よく、梵: chanda、チャンダ） - ものごとをしたいという欲求[25]。
- 触（そく、梵: sparśa、スパルシャ） - 根・境・識の接触、すなわち心の内界と外界との触れ合い[25]、感覚と対象と識別作用の合すること[5]。
- 慧（え、梵: mati、マティ） - 分別し判断する作用[25]。正当な分別判断作用（煩悩を止滅する作用を含む）ばかりでなく、誤った分別判断作用（たとえば五見）をも意味する[27]。
- 念（ねん、梵: smṛti、スムリティ） - 記憶作用[25]。対象を亡失しない心のはたらき[28]。
- 作意（さい、梵: manaskāra、マナスカーラ） - 対象に注意を向けること[25]、気をつけるはたらき[5]。
- 勝解（しょうげ、梵: adhimukti、アディムクティ） - 対象がいかなるものかを確認し了解すること[25]。
- 定（じょう、梵: samādhi、サマーディ） - 心を浮動させず一点に集中させること[25]、精神統一[5]。禅定を修する際、ある一つの対象に対して、まっすぐ平等に働き、他の対象に気が移ったり乱れたりしないこころの状態 [29]。 三摩地（さんまじ、梵: samādhi、サマーディ）[30] 、三昧（さんまい、梵: samādhi、サマーディ ）、等持（とうじ[31]）ともいう。心の動揺も、集中力の微弱なものという意味で、定に含まれる[32]。

#### (1-3-2)大善地法
（だいぜんじほう、梵: kuśala-mahābhūmika、クシャラ・マハーブーミカ）(10)
- 善心とあい伴う心作用。
- 信（しん、梵: śraddhā、シュラッダー） - 心のきよらかさ。四諦、三宝、および業とその報いとの間の因果性、とに対する確信[33]、すみきった心の信順[28]、清らかな心で教えを認めること[5]。
- 勤（ごん、梵: vīrya、ヴィーリヤ） - 善行に対して果敢なこと[34]、心の雄々しさ。精進に同じ[28]。つとめ励むこと[5]。
- 捨（しゃ、梵: upekṣā、ウペークシャー） - 心の平静。かたよりのないこと[34]。心が平等で苦楽に傾かないこと [35] 。大煩悩地法の「惛沈」と「掉挙」を離れた平らかな心作用[35]。
- 慚（ざん、梵: hrī、フリー） - 「他者の徳に対する恭敬」、もしくは「みずからを観察することによっておのれの過失を恥じること」[34]。 自らを顧みて恥じること[5]。
- 愧（ぎ、梵: apatrāpya、アパトラーピヤ） - 「自己の罪に対する畏怖」、もしくは「他を観察することによっておのれの過失を恥じること」[34]。他人に対して恥じること[5]。
- 無貪（むとん、梵: alobha、アローバ） - 貪りのないこと [34]。
- 無瞋（むしん、梵: adveśa、アドヴェーシャ） - 憎しみのないこと、積極的に、欲望の対象を捨てること、他を愛憐すること[34]、怒らないこと[5]。
- 不害（ふがい、梵: ahiṃsā、アヒンサー） - 非暴力、他を害しないこと[34]。
- 軽安（きょうあん、梵: praśrabdhi、プラシュラブディ） - 適応性。心の巧みさ[34]、心身が軽やかなこと[5]。
- 不放逸（ふほういつ、梵: apramāda、アプラマーダ） - 精励、専心して善を行うこと[34]、なげやりの心でなく専心に善を行うこと[28]、なまけないこと[5]。

#### (1-3-3)大煩悩地法
（だいぼんのうじほう、梵: kleśa-mahābhūmika、クレーシャ・マハーブーミカ)(6)
- すべての不善心と有覆無記(うぶくむき)心にあい伴うもの 。不善心と煩悩に覆われているが、有覆無記心をあい伴う心作用 。
- 痴[注 4]（ち; 梵: moha、モ－ハ） - 愚かさ、無知のこと[34]。無明ともいう[34]。
- 放逸（ほういつ、梵: pramāda、プラマーダ） - 放恣であり善行に専心しないこと[34]。なまけること[5] 。
- 懈怠（げだい、梵: kauśīdya、カウシーディヤ） - 悪を断ち切り、善を修する努力を尽くしていないこと[36]。心が果敢でないこと[34]。怠惰であること[34]。
- 不信（ふしん、梵: āśraddhya、アーシュラッディヤ) - 信ぜず、心の清らかでないこと[5]。
- 惛沈（こんじん、梵: styāna、スティヤーナ）もしくは昏沈（こんじん） - 心の沈鬱[34]。心が巧みでないこと[34]。ふさぎ込むこと[37]。心を沈鬱で不活発な状態にさせる心理作用、またその状態[37]。大善地法の「軽安」の逆[34]。心身のものういこと[5]。
- 掉挙（じょうこ、梵: auddhatya、アウッダティヤ） - 心の軽躁なこと、心が浮動してしずまりのないこと[34]。心のざわめくこと[5]。

#### (1-3-4)大不善地法
（だいふぜんじほう、梵: akuśala-mahābhūmika 、アクシャラ・マハーブーミカ）(2)
- 不善心とあい伴う心作用。
- 無慚（むざん、梵: āhrīkya、アーフリーキヤ） - はじらいのないこと[5]。大善地法「慚」の逆の心作用[34]。
- 無愧（むぎ、梵: anapatrāpya、アナパトラーピヤ） - 破廉恥なこと[5]。上記の大善地法「愧」の逆の心作用[34]。

#### (1-3-5)小煩悩地法
（しょうぼんのうじほう、梵: parīttakleśabhūmika、パリーッタクレーシャブーミカ）(10)
- 不善心や有覆無記心とのみあい伴う心作用。
- 忿（ふん、梵: krodha、クローダ） - 怒り[38]。いきどおり[5]。
- 覆（ふく、梵: mrakṣa、ムラクシャ） - 自己の誤ちの隠蔽[38]。過ちをかくすこと[5]。
- 慳（けん、梵: mātsarya、マーツァリヤ） - ものおしみ[38]。
- 嫉（しつ、梵: īrṣyā、イールシヤー） - 嫉み[38]。
- 悩（のう、梵: pradāsa、プラダーサ） - 他の諌めをいれぬ頑迷さ[38]。
- 害（がい、梵: vihiṃsā、ヴィヒンサー） - 害意[38]。大善地法の「不害」の逆 [38] 。
- 恨 (仏教)恨（こん、梵: upanāha、ウパナーハ） - 恨み[38]。
- 諂（てん、梵: śāṭhya、シャーティヤ） - 心の邪曲[38]。へつらうこと[5]。
- 誑（おう、梵: māyā、マーヤー） - 欺瞞[38]。欺くこと[5]。
- 憍（きょう、梵: mada、マダ） - 自己満足[38]。おのれの性質（美貌・若さ・血統・学識など）を優れたものと考えて自己に執着する心のおごり[38]。

#### (1-3-6)不定法
（ふじょうほう、梵: aniyata dharma）もしくは不定地法（ふじょうじほう）(8)
- あるときは善心と、あるときは不善心と、あるときは無記心とあい伴うもの。
- 悪作（おさ、梵: kaukṛtya、カウクリティヤ）- 後悔[5]。過去の悪い行いに対してその誤ちを悔いる心作用[38]。
- 睡眠（すいめん、梵: middha、ミッダ） - 心の鈍重さ[38]。心をくらからしめること[5]。眠（みん）とも呼ぶ。
- 尋伺尋（じん、梵: vitarka、ヴィタルカ） - 推究的で粗大な心の動き[38]。分別のひとつである自性分別（じしょうふんべつ）は尋および伺であるとされる[39][40] 。
- 伺（し、梵: vicāra、ヴィチャーラ） - 観察的で微細な心の動き[38]。分別のひとつである自性分別（じしょうふんべつ）は尋および伺であるとされる[39][40]。
- 貪（とん、梵: rāga、ラーガ） - 貪り[38]。心にかなう対象に対する欲求[38]。
- 瞋（しん、梵: dveśa、ドヴェーシャ） - 憎しみ[38]。嫌うこと、いかること[5]。心にかなわない対象に対する憎悪[38]。
- 慢（まん、梵: māna、マーナ） - 慢心[38]。おのれは他より優れていると妄想して他人に対して誇りたがる心のおごり[41]。
- 疑（ぎ、梵: vicikitsā、ヴィチキッツァー） - 疑い[5]。「四諦」の真理に対してあれこれと思いまどうこと[42]。

#### (1-4)心不相応行法
（しんふそうおうぎょうほう、梵: citta-viprayukta-saṃskāra dharma、チッタヴィプラユクタ・サンスカーラ・ダルマ）(14)
- 心に伴わないもの。
- 得（とく、梵: prāpti、プラープティ） - ダルマを獲得させる原理[5]。すべての有情数の法と必ず倶生する[11]。
- 非得（ひとく、梵: aprāpti、アプラープティ）, 凡夫性（ぼんぶしょう）[43] - 聖道の非得。[44] - いずれかのダルマの分離の原理[5]。
- 同分（どうぶん、梵: sabhāgatā、サバーガター） - 法の同類性[45]。生きものの同類性[5]。有情の各類に共通な同類性[46]。それぞれの人にはすべて人として共通の、それぞれの牛にはすべて牛として共通の同類性がある（有差別同分）[46]。また、すべての有情には有情としての共通性がある（無差別同分）[46]。衆同分ともいう[47]。
- 無想定（むそうじょう、梵: asaṃjñisamāpatti、アサンジュニサマーパッティ） - 心の活動作用を止息させる瞑想[5]。無意識にまで至るほどな極度の精神集中[45]。無想天に生まれることを真の解脱と誤解してそれを求める者が修する[46]。
- 無想（むそう、梵: āsaṃjñika、アーサンジュニカ） - 無想定を修することによって達する境地[5]。無想天に生まれた者の獲得する無意識な状態[45]。無想果（むそうか）とも呼ぶ[45]。
- 滅尽定（めつじんじょう、梵: nirodhasamāpatti、ニローダサマーパッティ） - 心のはたらきがすべて尽きてしまった瞑想[5]。心のはたらきが消滅した状態にある精神集中。聖者が寂静の境地を楽しもうとして修する[46]。
- 命根（みょうこん、梵: jīvita-indriya、ジーヴィタ・インドリヤ） - 生命持続の力[5]。生命機能。体温と心のはたらきとを維持する生命力を法の一要素として見たもの[48]。
- 生（しょう、せい、梵: jāti、ジャーティ） - 生起[5]。四相の一要素[48]。どんな有為法にも必ずあい伴う[49]。説一切有部では、すべての有為法の上にある特殊な法の存在を考えて、心不相応行法の中に数える[49] 。
- 住（じゅう、梵: sthiti、スティティ） - 存続[5]。生起した状態を保つこと。四相の一要素。
- 異（い、梵: jarā、ジャラー） - 変化[5]。状態が変異すること。四相の一要素。
- 滅（めつ、梵: anityatā、アニティヤター） - 消滅[5]。四相の一要素。
- 名身（みょうしん、梵: nāmakāya、ナーマカーヤ） - 名称の集まり[5]。文すなわち音節、句すなわち文章に対して、名辞を意味する[45]。名ともいう[50]。本項以下の名・句・心の三つによって、言葉のはたらきが、それによって認識が、成立すると考えられている。[45]。
- 句身（くしん、梵: padakāya、パダカーヤ） - 文章の集まり[5]。名すなわち名辞、文すなわち音節に対して、まとまった意味を表しうる文章を意味する[45]。
- 文身（もんしん、梵: vyañjanakāya、ヴィヤンジャナカーヤ） - 字母の集まり[5]。名すなわち名辞、句すなわち文章に対して、音節を意味する[45]。

### (2)無為法
（むいほう、梵: asaṃskṛta dharma、アサンスクリタ・ダルマ）(3)
- 虚空（こくう、梵: ākāśa、アーカーシャ） - 物の存在する場所としての空間 [51] 。
- 択滅（ちゃくめつ、梵: pratisaṃkhyānirodha、プラティサンキヤーニローダ） - 正しい知恵による煩悩の止滅[52]。苦集滅道の四諦のうち「滅」のこと[53]。また、涅槃のこと[54]。「択」とは法に対して正しい弁別判断をなす洞察力のこと[54]。（詳細は涅槃#解釈を参照）
- 非択滅（ひちゃくめつ、梵: apratisaṅkhyānirodha、アプラティサンキヤーニローダ） - 正しい知恵によらない法の止滅[52]。二心の併起を認めない（下記節「説一切有部における法、心の性質」を参照）ために考えられる特異なダルマ[55]。（詳細は「非択滅」を参照）

### 五蘊説と比較した五位説の特徴
それまでの五蘊説と比較して、五位説は以下の特徴をもつ。
- 広い意味で理解されている行蘊を心相応行と心不相応行に大別している[9]。
  - 五蘊と十二処・十八界を対応させたとき、法処・法界が「意」の対象として非常に広い意味を含むのに、それに対応する「受」「想」「行」のうち「受」「想」はどうしても１種類の心作用とみるほかないため、行蘊の意味を大きく拡張して、「受」「想」以外のすべての心作用その他を行蘊のなかに含ませた[56]。
- 精神作用を心と心所に二分している[21]。
- 五蘊説では有為法と疎遠であった無為が、五位説では有為と併記されて、存在の一要素と考えるにいたった[21]。

### 説一切有部における法、心の性質
法（ダルマ）は次の性質をもつ。
- それぞれ独自の本性（自性;じしょう）、あるいは体（たい）をもつ[57]。他と区別される[58]。
- 過去の領域においても、現在においても、未来の領域においてもある（三世に実有}）[57]。
- 未来の領域から現在の領域に生じ来たり、次の瞬間には過去の領域に滅し去る（刹那滅）[57]。

また、法 のうち、心は次の性質をもつ。
- 心が生起するときは、心所（心作用）と必ずあい伴う[59]。心は心作用が生起しなければ生起せず、心作用は心が生起しなければ生起しない[59]。心と心作用は相互に因・果となる関係にある（相応因・士用果） [59] 。
- 後に生起した心・心作用は先の心・心作用を継承するとともに、みずからもまた因となって次の心・心作用を生起させる（心相続）[60]。
- 二心の併起を認めない[61]。つまり、心が未来から現在に生起するとき、かならず六識のどれか一つとしてはたらき、同一の心が二つ以上の識としてはたらくことはけっしてない[61]。

## 唯識派・法相宗
一方、唯識派やその東アジア後継である法相宗では、『成唯識論』に則り、心法8・心所法51・色法11・不相応行法24・無為法6の100種（五位百法）とする。
（唯識の名の通り、こちらの教学では「心」(識) の優位性が詳細さを以て説かれるので、「心法」が冒頭に配置され、「色法」は後順に退く格好になる。）
漢訳名は普光の『大乗百法明門論疏』に従う。
- 有為法（ういほう、梵: saṃskṛta dharma, サンスクリタ・ダルマ）（94）
  - 心法（しんほう、梵: citta dharma, チッタ・ダルマ）[62]（8）
    - 眼識（げんしき、梵: cakṣur-vijñāna, チャクシュル・ヴィジュニャーナ）
    - 耳識（にしき、梵: śrotra-vijñāna, シュロートラ・ヴィジュニャーナ）
    - 鼻識（びしき、梵: ghrāṇa-vijñāna, グラーナ・ヴィジュニャーナ）
    - 舌識（ぜっしき、梵: jihvā-vijñāna, ジフヴァー・ヴィジュニャーナ）
    - 身識（しんしき、梵: kāya-vijñāna, カーヤ・ヴィジュニャーナ）以上【五識】
    - 意識（いしき、梵: mano-vijñāna, マノー・ヴィジュニャーナ） 以上【六識】
    - 末那識（まなしき、梵: manas, マナス[63]）
    - 阿頼耶識（あらやしき、梵: ālaya-vijñāna, アーラヤ・ヴィジュニャーナ）以上【八識】

  - 心所法（しんじょほう、梵: caitasika dharma, チャイタシカ・ダルマ）[62]（51）
    - 遍行心所（へんぎょうしんじょ、梵: sarvatraga, サルヴァトラガ）[62](5)
      - 作意（さい、梵: manaskāra, マナスカーラ）
      - 触（そく、梵: sparśa, スパルシャ）
      - 受（じゅ、梵: vedanā, ヴェーダナー）
      - 想（そう、梵: saṃjñā, サンジュニャー）
      - 思（し、梵: cetanā, チェータナー）

    - 別境心所（べっきょうしんじょ、梵: viniyata, ヴィニヤタ）[62]（5）
      - 欲（よく、梵: chanda, チャンダ）
      - 勝解（しょうげ、梵: adhimokṣa, アディモークシャ）
      - 念（ねん、梵: smṛti, スムリティ）
      - 定（じょう、梵: samādhi, サマーディ）
      - 慧（え、梵: prajñā, プラジュニャー）

    - 善心所（ぜんしんじょ、梵: kuśala, クシャラ）[62]（11）
      - 信（しん、梵: śraddhā, シュラッダー）
      - 精進（しょうじん、梵: vīrya, ヴィーリヤ）
      - 慚（ざん、梵: hrī, フリー）
      - 愧（ぎ、梵: apatrāpya, アパトラーピヤ）
      - 無貪（むとん、梵: alobha, アローバ）
      - 無瞋（むしん、梵: adveṣa, アドヴェーシャ）
      - 無痴[注 4]（むち、梵: amoha, アモーハ）
      - 軽安（きょうあん、梵: praśrabdhi, プラシュラブディ）
      - 不放逸（ふほういつ、梵: apramāda, アプラマーダ）
      - 行捨（ぎょうしゃ、梵: upekṣa, ウペークシャー）
      - 不害（ふがい、梵: avihiṃsā, アヴィヒンサー）

    - 煩悩心所（ぼんのうしんじょ、梵: kleśa, クレーシャ）[62](6)
      - 貪（とん、梵: rāga, ラーガ）
      - 瞋（しん、梵: pratigha, プラティガ）
      - 慢（まん、梵: māna, マーナ）
      - 無明（むみょう、梵: avidyā, アヴィディヤー）
      - 疑（ぎ、梵: vicikitsā, ヴィチキッツァー）
      - 不正見（ふしょうけん、梵: dṛṣṭi, ドリシュティ）

    - 随煩悩心所（ずいぼんのうしんじょ、梵: upakleśa, ウパクレーシャ）[62](20)
      - 小随煩悩(10)
        - 忿（ふん、梵: krodha, クローダ）
        - 恨（こん、梵: upanāha, ウパナーハ）
        - 悩（のう、梵: pradāsa, プラダーサ）
        - 覆（ふく、梵: mrakṣa, ムラクシャ）
        - 誑（おう、梵: māyā, マーヤー）
        - 諂（てん、梵: śāṭhya, シャーティヤ）
        - 憍（きょう、梵: mada, マダ）
        - 害（がい、梵: vihiṃsā, ヴィヒンサー）
        - 嫉（しつ、梵: īrasyā, イールシヤー）
        - 慳（けん、梵: mātsarya, マーツァリヤ）

      - 中随煩悩（2）
        - 無慚（むざん、梵: āhrīkya, アーフリーキヤ）
        - 無愧（むぎ、梵: anapatrāpya, アナパトラーピヤ）

      - 大随煩悩（8）
        - 掉挙（じょうこ、梵: auddhatya, アウッダティヤ）
        - 惛沈（こんじん、梵: styāna, スティヤーナ）
        - 不信（ふしん、梵: āśraddhya, アーシュラッディヤ）
        - 懈怠（けだい、梵: kausīdya, カウシーディヤ）
        - 放逸（ほういつ、梵: pramāda, プラマーダ）
        - 失念（しつねん、梵: muṣitasmṛtitā, ムシタスムリティター）
        - 心乱（しんらん、梵: vikṣepa, ヴィクシェーパ）
        - 不正知（ふしょうち、梵: asaṃprajanya, アサンプラジャニヤ）

    - 不定心所（ふじょうしんじょ、梵: aniyata, アニヤタ）[62]（4）
      - 悪作（おさ、梵: kaukṛtya, カウクリティヤ）
      - 睡眠（すいめん、梵: middha, ミッダ）
      - 尋（じん、梵: vitarka, ヴィタルカ）
      - 伺（し、梵: vicāra, ヴィチャーラ）

  - 色法（しきほう、梵: rūpa dharma, ルーパ・ダルマ）[62]（11）
    - 眼（げん、梵: cakṣus, チャクシュス）
    - 耳（に、梵: śrotra, シュロートラ）
    - 鼻（び、梵: ghrāṇa, グラーナ）
    - 舌（ぜつ、梵: jihvā, ジフヴァー）
    - 身（しん、梵: kāya, カーヤ）以上【五根】
    - 色（しき、梵: rūpa, ルーパ）
    - 声（しょう、梵: śabda, シャブダ）
    - 香（こう、梵: gandha, ガンダ）
    - 味（み、梵: rasa, ラサ）
    - 触（そく、梵: spraṣṭavya, スプラシュタヴィヤ/梵: sparśa, スパルシャ）以上【五境】
    - 法処所摂（ほうしょしょしょう、梵: dharmāyatanikāni rūpāni, ダルマーヤタニカーニ・ルーパーニ）

  - 心不相応行法（しんふそうおうぎょうほう、梵: citta-viprayukta-saṃskāra dharma, チッタ・ヴィプラユクタ・サンスカーラ・ダルマ）[62]（24）
    - 得（とく、梵: prāpti, プラープティ）
    - 命根（みょうこん、梵: jīvitendriya, ジーヴィテーンドリヤ）
    - 衆同分（しゅどうぶん、梵: nikāya-sabhāga, ニカーヤ・サバーガ）
    - 異生性（いしょうしょう、梵: pṛthagjanatva[64], プリタグジャナトヴァ）
    - 無想定（むそうじょう、梵: asaṃjñi-samāpatti, アサンジュニ・サマーパッティ）
    - 滅尽定（めつじんじょう、梵: nirodha-samāpatti, ニローダ・サマーパッティ）
    - 無想事（むそうじ、梵: āsaṃjñika, アーサンジュニカ）
    - 名身（みょうしん、梵: nāma-kāya, ナーマ・カーヤ）
    - 句身（くしん、梵: pada-kāya, パダ・カーヤ）
    - 文身（もんしん、梵: vyañjana-kāya, ヴィヤンジャナカーヤ）
    - 生（しょう、梵: jāti, ジャーティ）
    - 住（じゅう、梵: sthiti, スティティ）
    - 老（ろう、梵: jarā, ジャラー）
    - 無常（むじょう、梵: anityatā, アニティヤター）
    - 流転（るてん、梵: pravṛtti, プラヴリッティ）
    - 定異（じょうい、梵: pratiniyama[65], プラティニヤマ）
    - 相応（そうおう、梵: yoga[65], ヨーガ）
    - 勢速（せいそく、梵: jāvanya[65], ジャーヴァニヤ）
    - 次第（しだい、梵: anukrama[65], アヌクラマ）
    - 方（ほう、梵: deśa[65], デーシャ）
    - 時（じ、梵: kāla[65], カーラ）
    - 数（しゅ、梵: saṃkhyā[65], サンキヤー）
    - 和合性（わごうしょう、梵: sāmagrī[65], サーマグリー）
    - 不和合性（ふわごうしょう、梵: asāmagrī[65], アサーマグリー）
- 無為法（むいほう、梵: asaṃskṛta dharma, アサンスクリタ・ダルマ）[62]（6）
  - 虚空（こくう、梵: ākāśa, アーカーシャ）
  - 択滅（ちゃくめつ、梵: pratisaṃkhyā-nirodha, プラティサンキヤー・ニローダ）
  - 非択滅（ひちゃくめつ、梵: apratisaṃkhyā-nirodha, アプラティサンキヤー・ニローダ）
  - 不動（ふどう、梵: āniñjya, アーニンジヤ）
  - 想受滅（そうじゅめつ、梵: saṃjñā-vedayita-nirodha, サンジュニャー・ヴェーダイタ・ニローダ）
  - 真如（しんにょ、梵: tathatā, タタター）

このように立場によって数や順序、位置づけが異なっている。
また、実体の存在を認めるか否かについても異なっている（唯識宗の根幹にある喩伽唯識では実体を認めない）。

## 類似概念

### 上座部大寺派
なお、上座部大寺派、すなわち現在の南伝上座部仏教では、『アビダンマッタ・サンガハ』などの記述に依り、以下の計170法を、「性質（＝自性）が変わることが無い法」としての「勝義法」（第一義法、巴: paramattha dhamma, パラマッタ・ダンマ）として挙げる。
- 心（しん、巴: Citta, チッタ）（89）
  - 欲界心（よくかいしん、巴: kāmāvacara citta, カーマーヴァチャラ・チッタ）（54）
    - 欲界浄心（よくかいじょうしん、巴: kāmāvacara sobhana citta, カーマーヴァチャラ・ソーバナ・チッタ）（24） - 無貪、無瞋、無痴などの因を含む心
      - 大善心（だいぜんしん、巴: mahā kusala citta, マハークサラ・チッタ）（8）
      - 大異熟心（だいいじゅくしん、巴: mahā vipāka citta, マハーヴィパーカ・チッタ）（8）
      - 大唯作心（だいゆいさしん、巴: mahā kiriya citta, マハーキリヤ・チッタ）（8）

    - 欲界不浄心（よくかいふじょうしん、巴: kāmāvacara asobhana citta, カーマーヴァチャラ・アソーバナ・チッタ）（30） - 「欲界浄心」以外の心
      - 不善心（ふぜんしん、巴: akusala citta, アクサラ・チッタ）（12） - 貪、瞋、痴などの因を含む心
        - 貪根心（とんこんしん、巴: lobha mūla citta, ローバ・ムーラチッタ）（8）
        - 瞋根心（しんこんしん、巴: dosa mūla citta, ドーサ・ムーラチッタ）（2）
        - 痴根心（ちこんしん、巴: moha mūla citta, モーハ・ムーラチッタ）（2）

      - 無因心（むいんしん、巴: ahetuka citta, アヘートゥカ・チッタ）（18） - 無貪、無瞋、無痴、貪、瞋、痴などの因を含まない心
        - 不善異熟心（ふぜんいじゅくしん、巴: akusala vipāka citta, アクサラ・ヴィパーカ・チッタ）（7）
        - 無因善異熟心（むいんぜんいじゅんくしん、巴: ahetuka kusala vipāka citta, アヘートゥカ・クサラ・ヴィパーカ・チッタ）（8）
        - 無因唯作心（むいんゆいさしん、巴: ahetuka kiriya vipāka citta, アヘートゥカ・キリヤ・ヴィパーカ・チッタ）（3）

  - 色界心（しきかいしん、巴: rūpāvacara citta, ルーパーヴァチャラ・チッタ）（15）
    - 色界善心（しきかいぜんしん、巴: rūpāvacara kusala citta, ルーパーヴァチャラ・クサラ・チッタ）（5）
    - 色界異熟心（しきかいいじゅくしん、巴: rūpāvacara vipāka citta, ルーパーヴァチャラ・ヴィパーカ・チッタ）（5）
    - 色界唯作心（しきかいゆいさしん、巴: rūpāvacara kiriya citta, ルーパーヴァチャラ・キリヤ・チッタ）（5）

  - 無色界心（むしきかいしん、巴: arūpāvacara citta, アルーパーヴァチャラ・チッタ）（12）
    - 無色界善心（むしきかいぜんしん、巴: arūpāvacara kusala citta, アルーパーヴァチャラ・クサラ・チッタ）（4）
    - 無色界異熟心（むしきかいいじゅくしん、巴: arūpāvacara vipāka citta, アルーパーヴァチャラ・ヴィパーカ・チッタ）（4）
    - 無色界唯作心（むしきかいゆいさしん、巴: arūpāvacara kiriya citta, アルーパーヴァチャラ・キリヤ・チッタ）（4）

  - 出世間心（しゅっせけんしん、巴: lokuttara citta, ロークッタラ・チッタ）（8）
    - 道心（どうしん、巴: magga citta, マッガ・チッタ）（4）
    - 果心（かしん、巴: phala citta, パラ・チッタ）（4）
- 心所（しんじょ、巴: Cetasika, チェータシカ）(52) --- 心機能
  - 同他心所（どうたしんじょ、巴: aññasamāna cetasika, アンニャサマーナ・チェータシカ）（13） --- 協働中立的機能
    - 共一切心心所（くいっさいしんしんじょ、巴: sabba-citta-sādhārana cetasika, サッバチッタサーダーラナ・チェータシカ）（7） --- 一般共通機能
      - 触（そく、巴: phassa, パッサ）
      - 受（じゅ、巴: vedanā, ヴェーダナー）
      - 想（そう、巴: saññā, サンニャー）
      - 思（し、巴: cetanā, チェータナー）
      - 一境性（いっきょうしょう、巴: ekaggatā, エーカッガター）
      - 命根（みょうこん、巴: jīvitindriya, ジーヴィティンドリヤ）
      - 作意（さい、巴: manasikāra, マナシカーラ）

    - 雑心所（ぞうしんじょ、巴: pakinnaka cetasika, パキンナカ・チェータシカ）（6） --- 特殊機能
      - 尋（じん、巴: vitakka, ヴィタッカ）
      - 伺（し、巴: vicāra, ヴィチャーラ）
      - 勝解（しょうげ、巴: adhimokkha, アディモッカ）
      - 精進（しょうじん、巴: viriya, ヴィリヤ）
      - 喜（き、巴: pīti, ピーティ）
      - 意欲（いよく、巴: chanda, チャンダ）

  - 浄心所（じょうしんじょ、巴: sobhana cetasika, ソーバナ・チェータシカ）（25） --- 善機能
    - 【共浄心所】（19）
      - 信（しん、巴: saddhā, サッダー）
      - 念（ねん、巴: sati, サティ）
      - 慚（ざん、巴: hiri, ヒリ）
      - 愧（ぎ、巴: ottappa, オッタッパ）
      - 無貪（むとん、巴: alobha, アローバ）
      - 無瞋（むしん、巴: adosa, アドーサ）
      - 中捨（ちゅうしゃ、巴: tatramajjhattatā, タトラマッジャッタター）
      - 身軽安（しんきょうあん、巴: kāyappassaddhi, カーヤッパッサッディ）
      - 心軽安（しんきょうあん、巴: cittappassaddhi, チッタッパッサッディ）
      - 身軽快（しんきょうかい、巴: kāyalahutā, カーヤラフター）
      - 心軽快（しんきょうかい、巴: cittalahutā, チッタラフター）
      - 身柔軟性（しんにゅうなんしょう、巴: kāyamudutā, カーヤムドゥター）
      - 心柔軟性（しんにゅうなんしょう、巴: cittamudutā, チッタムドゥター）
      - 身適合性（しんちゃくごうしょう、巴: kāyakammaññatā, カーヤカンマンニャター）
      - 心適合性（しんちゃくごうしょう、巴: cittakammaññatā, チッタカンマンニャター）
      - 身練達性（しんれんだつしょう、巴: kāyapāguññatā, カーヤパーグンニャター）
      - 心練達性（しんれんだつしょう、巴: cittapāguññatā, チッタパーグンニャター）
      - 身端直性（しんたんじきしょう、巴: kāyujukatā, カーユジュカター）
      - 心端直性（しんたんじきしょう、巴: cittujukatā, チットゥジュカター）

    - 【離心所】（3）
      - 正語（しょうご、巴: sammā-vācā, サンマーヴァーチャー）
      - 正業（しょうごう、巴: sammā-kammanta, サンマーカンマンタ）
      - 正命（しょうみょう、巴: sammā-ājīva, サンマーアージーヴァ）

    - 【無量心所】（2）
      - 悲（ひ、巴: karunā, カルナー）
      - 喜（き、巴: muditā, ムディター）

    - 【智慧の心所】（1）
      - 慧根（えこん、巴: paññindriya, パンニンドゥリヤ）

  - 不善心所（ふぜんしんじょ、巴: akusala cetasika, アクサラ・チェータシカ）（14） --- 悪機能
    - 【欲系】（3）
      - 貪（とん、巴: lobha, ローバ）
      - 見（けん、巴: diṭṭhi, ディッティ）
      - 慢（まん、巴: māna, マーナ）

    - 【怒系】（4）
      - 瞋（しん、巴: dosa, ドーサ）
      - 嫉（しつ、巴: issā, イッサー）
      - 慳（けん、巴: macchariya, マッチャリヤ）
      - 悪作（おさ/あくさ、巴: kukkucca, クックッチャ）

    - 【痴系】（4）
      - 痴（ち、巴: moha, モーハ）
      - 無慚（むざん、巴: ahirika, アヒリカ）
      - 無愧（むぎ、巴: anottappa, アノッタッパ）
      - 掉挙（じょうこ、巴: uddhacca, ウッダッチャ）

    - 【その他】（3）
      - 昏沈（こんじん、巴: thīna, ティーナ）
      - 睡眠（すいめん、巴: middha, ミッダ）
      - 疑（ぎ、巴: vicikicchā, ヴィチキッチャー）
- 色（しき、巴: Rūpa, ルーパ）（28） --- 物質
  - 完色（かんしき、巴: nipphanna-rūpa, ニッパンナ・ルーパ）（18） --- 第一義的に存在する物質
    - 四大（しだい、巴: mahābhūta, マハーブータ）（4）
      - 地（ち、巴: pathavī, パタヴィー）
      - 水（すい、巴: āpo, アーポー）
      - 火（か、巴: tejo, テージョー）
      - 風（ふう、巴: vāyo, ヴァーヨー）

    - 浄色（じょうしき、巴: pasāda-rūpa, パサーダ・ルーパ）（5） --- 五根
      - 眼（げん、巴: cakkhu, チャック）
      - 耳（に、巴: sota, ソータ）
      - 鼻（び、巴: ghāna, ガーナ）
      - 舌（ぜつ、巴: jivhā, ジヴァー）
      - 身（しん、巴: kāya, カーヤ）

    - 境色（巴: gocara-rūpa, ゴーチャラ・ルーパ）（4（+3）） --- 五境
      - 色（しき、巴: rūpa, ルーパ）
      - 声（しょう、巴: sadda, サッダ）
      - 香（こう、巴: gandha, ガンダ）
      - 味（み、巴: rasa, ラサ）
      - 触（そく、巴: phoṭṭhabba, ポッタッバ） - 触れる対象としての色（地・火・風）

    - 性色（しょうしき、巴: bhāva-rūpa, バーヴァ・ルーパ）（2）
      - 男性（なんしょう、巴: purisabhāva, プリサバーヴァ）
      - 女性（にょしょう、巴: itthibhāva, イッティバーヴァ）

    - 心色（しんしき、巴: hadaya-rūpa, ハダヤ・ルーパ）（1）
      - 心基（しんき、巴: hadaya vatthu, ハダヤ・ヴァットゥ）心が依止する色法。

    - 命色（みょうしき、巴: jīvita-rūpa, ジーヴィタ・ルーパ）（1）
      - 命根（みょうこん、巴: jīvitindriya, ジーヴィティンドリヤ）

    - 食色（じきしき、巴: āhāra-rūpa, アーハーラ・ルーパ）（1）
      - 段色（だんじき、巴: kabaḷīkāra-āhāra, カバリーカーラ・アーハーラ）栄養素。滋養素（巴: ojā, オージャー）とも。[67]

  - 非完色（ひかんしき、巴: anipphanna-rūpa, アニッパンナ・ルーパ）（10） --- 完色の特殊状態。第一義としては存在しない施設（せせつ、巴: paññatti）である色。
    - 分断色（ぶんだんしき、巴: pariccheda-rūpa, パリッチェーダ・ルーパ）（1）
      - 虚空界（こくうかい、巴: ākāsa, アーカーサ）物質間の隙間

    - 表色（ひょうしき、巴: viññatti-rūpa, ヴィンニャッティ・ルーパ）（2） --- 意思表示の際に生じる身・語の物質
      - 身表（しんひょう、巴: kāya-viññatti, カーヤ・ヴィンニャッティ）
      - 語表（ごひょう、巴: vacī-viññatti, ヴァチー・ヴィンニャッティ）

    - 変化色（へんげしき、巴: vikāra-rūpa, ヴィカーラ・ルーパ）（3（+2））
      - 色軽快性（しききょうかいしょう、巴: rūpa-lahutā, ルーパ・ラフター）
      - 色柔軟性（しきにゅうなんしょう、巴: rūpa-mudutā, ルーパ・ムドゥター）
      - 色適業性（しきしゃくごうしょう、巴: rūpa-kammaññatā, ルーパ・カンマンニャター） （＋ 表色（2））

    - 相色（そうしき、巴: lakkhaṇa-rūpa, ラッカナ・ルーパ）（4）
      - 色積集（しきしゃくじゅう、巴: rūpassa-upacaya, ルーパッサ・ウパチャヤ）
      - 色相続（しきそうぞく、巴: rūpassa-santati, ルーパッサ・サンタティ）
      - 色老性（しきろうしょう、巴: rūpassa-jaratā, ルーパッサ・ジャラター）
      - 色無常性（しきむじょうしょう、巴: rūpassa-aniccatā, ルーパッサ・アニッチャター）
- 涅槃（ねはん、巴: Nibbāna, ニッバーナ）（1）

## その他
これとは別に9世紀の唐の禅僧洞山良价が唱えた禅宗独自の五位（「洞山五位」）も存在する。これは生滅の現象を意味する正偏五位（しょうへんごい、正中偏・偏中正・正中来・偏中至・兼中到）と修行のあり方を示す功勲五位（くくんごい、向・奉・功・共功・功功）が存在する。